# Geococcus radicum
Geococcus radicum är en insektsart som beskrevs av Green 1902. Geococcus radicum ingår i släktet Geococcus och familjen ullsköldlöss. Inga underarter finns listade i Catalogue of Life.